# Oscar Botelho
Oscar Botelho foi um político brasileiro do estado de Minas Gerais. Foi deputado estadual em Minas Gerais pelo UDN de 1947 a 1951, sendo substituído pelo Dep. Alberto Deodato Maia Barreto no período de 25/7 a 3/12/1947.